# Lijst van markgraven van Meißen
Dit artikel toont een lijst van markgraven van Meißen. Het markgraafschap bestond van 955 tot 1423.

Wapen van het markgraafschap Meiβen

## Markgraven vanMeißen
| Portret | Naam                               | Regeringsperiode | Regeringsperiode | Opmerkingen                                                                  |
| ------- | ---------------------------------- | ---------------- | ---------------- | ---------------------------------------------------------------------------- |
|         | Wigbert van Meißen                 | 965              | 976              | Eerste markgraaf vanMeißen                                                   |
|         | Thietmar van Meißen                | 976              | 979              | Ook markgraaf van Merseburg                                                  |
|         | Gunther van Meißen                 | 981              | 982              | Ook markgraaf van Merseburg                                                  |
|         | Rikdag                             | 982              | 985              | Markgraaf van Merseburg sinds 982                                            |
|         | Ekhard I van Meißen                | 985              | 1002             | Zoon van Gunther van Meißen                                                  |
|         | Gunzelin van Meißen                | 1002             | 1009             | Broer van Ekhard I                                                           |
|         | Herman I van Meißen                | 1009             | 1031             | Zoon van Ekhard I en neef van Gunzelin                                       |
|         | Ekhard II van Meißen               | 1038             | 1046             | Vanaf 1034, als Ekhard I, tevens markgraaf van Lausitz                       |
|         | Willem IV van Weimar               | 1046             | 1062             | Vanaf 1039 tevens graaf van Weimar                                           |
|         | Otto I van Weimar                  | 1062             | 1067             | Tevens graaf van Weimar en sinds 1034 graaf van Orlamünde                    |
|         | Egbert I van Meißen                | 1067             | 1068             | Tevens sinds 1057 graaf van Midden-Friesland en markgraaf van Brunswijk      |
|         | Egbert II van Meißen               | 1068             | 1088             | Tevens graaf was van Brunswijk, Midden-Friesland en IJsselgo                 |
|         | Gertrudis van Brunswijk (Regentes) | 1088             | 1089             | Zuster van Egbert II. Tevens gravin van Brunswijk (1090-1117)                |
|         | Hendrik I van Eilenburg            | 1089             | 1103             | Echtgenoot van Gertrudis van Brunswijk. Sinds 1081 ook markgraaf van Lausitz |
|         | Hendrik II van Eilenburg           | 1103             | 1123             | Zoon van Hendrik I                                                           |
|         | Wiprecht van Groitzsch             | 1123             | 1124             | Schoonzoon van Vratislav II                                                  |
|         | Herman I van Winzenburg            | 1124             | 1130             | Tevens graaf van Formbach, Radeberg en Reinhausen (1122-1130)                |
|         | Koenraad de Grote                  | 1130             | 1156             | Tevens sinds 1136 ook markgraaf van Neder-Lausitz                            |
|         | Otto II van Meißen                 | 1156             | 1190             | Zoon van Koenraad de Grote                                                   |
|         | Albrecht de Trotse                 | 1190             | 1195             | Zoon van Otto II                                                             |
|         | Diederik van Meißen                | 1198             | 1221             | Zoon van Otto II en broer van Albrecht                                       |

## Markgraven vanMeißenen landgraven vanThüringen
| Portret | Naam                       | Regeringsperiode | Regeringsperiode | Opmerkingen                                                         |
| ------- | -------------------------- | ---------------- | ---------------- | ------------------------------------------------------------------- |
|         | Hendrik III van Meißen     | 1221             | 1288             | Tevens landgraaf van Thüringen (1247-1265)                          |
|         | Albrecht II van Meißen     | 1288             | 1291             | Broer van Diederik van Landsberg                                    |
|         | Frederik Tuta (regent)     | 1288             | 1291             | Tevens sinds 1285 markgraaf van Landsberg                           |
|         | Frederik I van Meißen      | 1291             | 1323             | Tevens paltsgraaf van Saksen                                        |
|         | Frederik II van Meißen     | 1323             | 1349             | Tevens sinds 1323 landgraaf van Thüringen                           |
|         | Frederik III van Meißen    | 1349             | 1381             | Regeerde samen met Willem I van Meißen en Balthasar van Thüringen   |
|         | Willem I van Meißen        | 1381             | 1407             | Regeerde sinds 1349 samen met zijn broers Balthasar en Frederik III |
|         | Joris van Meissen (regent) | 1381             | 1401             | Co-markgraaf van Meißen                                             |
|         | Willem II van Meißen       | 1407             | 1425             | Laatste markgraaf van Meißen                                        |

Vanaf 1425 werden de markgraven Keurvorsten van Saksen